# Коваленко, Андрей Владимирович (ватерполист)
Андре́й Влади́мирович Ковале́нко (род. 6 ноября 1970, Киев) — советский, а позже украинский и австралийский ватерполист, бронзовый призёр Олимпийских игр.

## Карьера
На Олимпийских играх 1992 года в составе Объединённой команды выиграл бронзовую медаль. На турнире провёл 7 матчей. На следующей Олимпиаде представлял Украину: сыграл 8 матчей, забив 14 голов. Сборная Украины заняла 12-е место. В 2000 году на домашней Олимпиаде в Сиднее занял 8-е место, провёл 8 игр и забросил 11 мячей.
Участник двух чемпионатов Европы — 1989 и 1991 годов. В составе сборной СССР в 1989 стал 4-м, а в 1991 завоевал бронзу.